# IL10RB
IL10RB (англ. Interleukin 10 receptor subunit beta) – білок, який кодується однойменним геном, розташованим у людей на короткому плечі 21-ї хромосоми. Довжина поліпептидного ланцюга білка становить 325 амінокислот, а молекулярна маса — 36 995.
| 10         |  | 20         |  | 30         |  | 40         |  | 50         |
| ---------- |  | ---------- |  | ---------- |  | ---------- |  | ---------- |
| MAWSLGSWLG |  | GCLLVSALGM |  | VPPPENVRMN |  | SVNFKNILQW |  | ESPAFAKGNL |
| TFTAQYLSYR |  | IFQDKCMNTT |  | LTECDFSSLS |  | KYGDHTLRVR |  | AEFADEHSDW |
| VNITFCPVDD |  | TIIGPPGMQV |  | EVLADSLHMR |  | FLAPKIENEY |  | ETWTMKNVYN |
| SWTYNVQYWK |  | NGTDEKFQIT |  | PQYDFEVLRN |  | LEPWTTYCVQ |  | VRGFLPDRNK |
| AGEWSEPVCE |  | QTTHDETVPS |  | WMVAVILMAS |  | VFMVCLALLG |  | CFALLWCVYK |
| KTKYAFSPRN |  | SLPQHLKEFL |  | GHPHHNTLLF |  | FSFPLSDEND |  | VFDKLSVIAE |
| DSESGKQNPG |  | DSCSLGTPPG |  | QGPQS      |  |            |  |            |

A: Аланін

C: Цистеїн

D: Аспарагінова кислота

E: Глутамінова кислота

F: Фенілаланін

G: Гліцин

H: Гістидин

I: Ізолейцин

K: Лізин

L: Лейцин

M: Метіонін

N: Аспарагін

P: Пролін

Q: Глутамін

R: Аргінін

S: Серин

T: Треонін

V: Валін

W: Триптофан

Кодований геном білок за функцією належить до рецепторів. 
Задіяний у такому біологічному процесі, як противірусний захист. 
Локалізований у мембрані.